# Cotopaxi (Kolorado)
Cotopaxi – jednostka osadnicza w Stanach Zjednoczonych, w stanie Kolorado, w hrabstwie Fremont.